# Charles Clerke

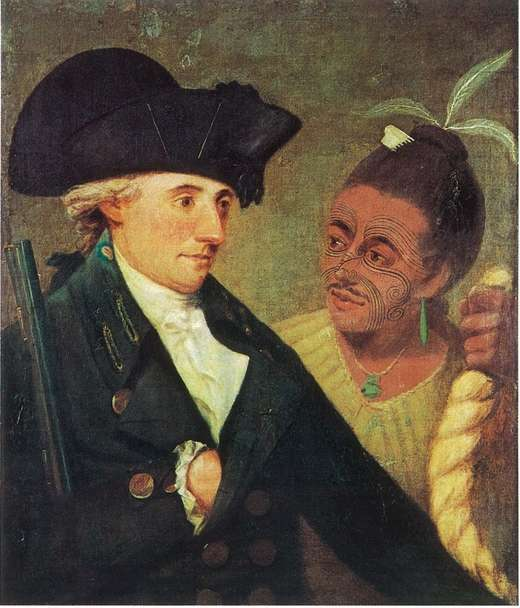
Charles Clerke

Charles Clerke (ur. 22 sierpnia 1741 w Brook Farm, Wethersfield, Essex, Anglia, zm. 22 sierpnia 1779 na pokładzie HMS „Resolution” w drodze z Cieśniny Beringa do Pietropawłowska Kamczackiego) – angielski oficer Royal Navy, kapitan, żeglarz i odkrywca. Od 15 lutego 1779 dowódca ekspedycji badawczej poszukującej Przejścia Północno-Zachodniego, którą to funkcję przejął po śmierci na Hawajach kapitana Jamesa Cooka. W swej karierze Clerke odbył cztery podróże badawcze, w tym trzy z nich pod dowództwem Cooka, zaczynając od tej na pokładzie HMB „Endeavour”.
Syn Josepha (sędziego pokoju) i Anne Clerke, trzynastoletni Charles Clerke rozpoczął w 1754 roku naukę w Royal Naval Academy w Portsmouth. Rok później wstąpił do Royal Navy, rozpoczynając służbę od stanowiska chłopca okrętowego, formalnie nadal będąc studentem Akademii aż do 1758 roku. Podczas wojny siedmioletniej służył na HMS „Dorsetshire” i HMS „Bellona”. W 1761 roku podczas służby na HMS „Bellona”, Clerke był na bezanmaszcie, gdy został on odstrzelony. Clerke był jedynym, który ocalał po spadnięciu z tego masztu za burtę.
W czerwcu 1764 roku Charles Clerke rozpoczął służbę na dowodzonym przez kapitana Johna Byrona HMS „Dolphin”. Razem z nim brał udział w ekspedycji uważanej za pierwszą wyprawę badawczą podjętą przez Royal Navy. Jej głównym celem było odkrywanie nowych lądów na południowym Atlantyku. Ostatecznie misja zakończyła się w maju 1766 roku po – rekordowym jak na ówczesne czasy (22 miesiące) – okrążeniu całego świata. Po powrocie z tej podróży Clerke napisał artykuł jej dotyczący, w którym m.in. napisał o „patagońskich olbrzymach” – ludziach mających co najmniej 7,5 stopy (ok. 230 cm) wzrostu. Ze swoimi rewelacjami na ten temat Clerke został wysłuchany przez brytyjskie Towarzystwo Królewskie, które zdecydowało się opublikować jego artykuł. Artykuł był prawdopodobnie głupim kawałem Clerke’a, którego zrobienie „Dictionary of Canadian Biography” przypisywało wybujałemu poczuciu humoru Clerke’a.
W czerwcu 1768 roku Clerke dołączył do załogi HMB „Endeavour”, której dowództwo objął James Cook. Pełnił tam stanowisko pomocnika nawigatora, biorąc udział w pierwszej wyprawie Cooka. Podczas tej misji został mianowany przez Cooka na tymczasowego porucznika i został trzecim oficerem. Stopień ten został oficjalnie zatwierdzony 31 lipca 1771 roku, kilka tygodni po powrocie „Endeavour” do Anglii. 
Podczas drugiej podróży Cooka (w latach 1772–1775), Clerke otrzymał stanowisko drugiego oficera na pokładzie HMS „Resolution”.
Pomiędzy drugą a trzecią podróżą kapitana Cooka, Clerke zgodził się odsiedzieć karę więzienia za długi swojego brata (było to więzienie dla dłużników King’s Bench w Londynie). Niestety podczas pobytu tam nabawił się gruźlicy, która stała się później przyczyną jego śmierci. 
Od 10 lutego 1776 roku Clerke pełnił służbę jako dowódca HMS „Discovery”, jednego z dwóch okrętów biorących udział w trzeciej podróży Cooka. Po śmierci Cooka, 14 lutego 1779 roku, Clerke objął dowództwo wyprawy – przenosząc się na, dotychczas dowodzony bezpośrednio przez Cooka, „Resolution” – i wraz z załogami obu okrętów podjął kolejną próbę odnalezienia Przejścia Północno-Zachodniego. Przejścia nie udało się odnaleźć i Clerke postanowił zawrócić z Cieśniny Beringa, obierając kurs na Pietropawłowsk Kamczacki. Był już wtedy bardzo ciężko chory na gruźlicę. Jeden z jego podwładnych – porucznik James King, późniejszy dowódca HMS „Discovery” – zapisał, że choroba sprawiła, że Clerke wyglądał niemal jak szkielet.

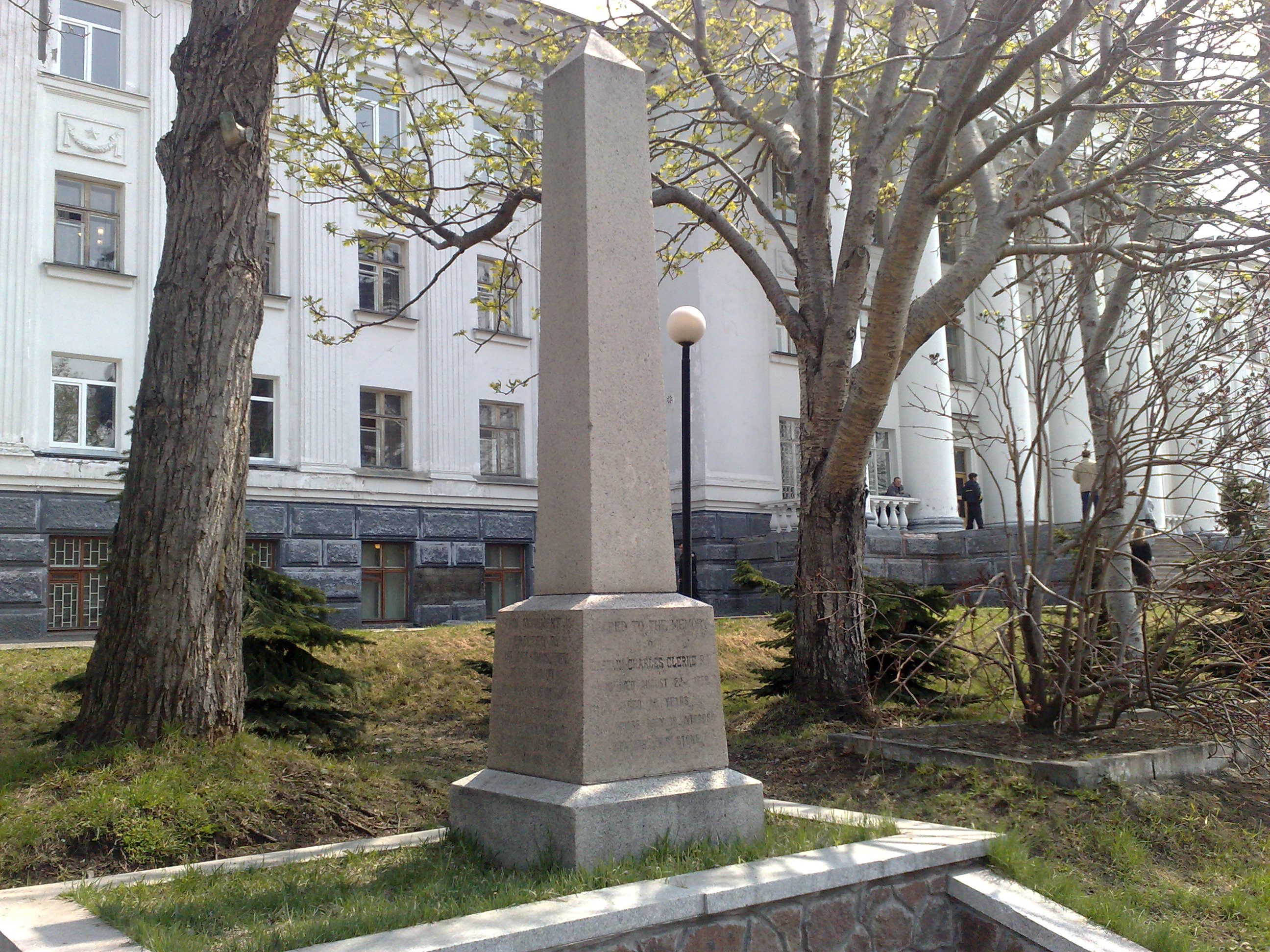
Grób Charlesa Clerke’a w Pietropawłowsku Kamczackim

10 sierpnia 1779 roku, w drodze do Pietropawłowska Kamczackiego, Clerke podyktował list do Josepha Banksa, w którym pisał, że nie ma nawet siły na to, by obrócić się na łóżku „a więc mój pobyt na tym świecie musi mieć się ku końcowi”. Miał w nim również nadzieję, że jego przyjaciele „nie będą mieli powodu wstydzić się tej znajomości”. Clerke zmarł na pokładzie HMS „Resolution” w swoje 38 urodziny, 22 sierpnia 1779 roku, na krótko przed wejściem obu okrętów do portu w Pietropawłowsku Kamczackim i w tym mieście, 29 sierpnia, został pochowany. Dowództwo nad wyprawą, która skierowała się do Anglii, objął John Gore.
W 1913 roku brytyjska Admiralicja ufundowała w Pietropawłowsku Kamczackim niewielki obelisk upamiętniający kapitana Clerke’a.